# Bollmora
Bollmora est une communauté urbaine de la ville de Stockholm. Elle est aussi le chef-lieu de la commune de Tyresö. 16 566 personnes y vivent en 2016.

## Histoire
Bollmora tient son nom d'une ancienne ferme. C'était encore un village dans les années 1950 et la ville s'est développée dans le cadre de l'expansion de Stockholm du fait de la pénurie de terrains constructibles dans la capitale. L'essor de Bollmora commence en 1959 par un changement de loi (Lex Bollmora) qui permet à la société immobilière municipale de Stockholm de construire dans d'autres municipalités. Le centre-ville de Bollmora est inauguré en 1965. L'essor de la nouvelle ville est très rapide.
En 1992 est inauguré un nouveau centre commercial couvert — le Tyresö Centrum — ainsi que des équipements collectifs.

## Démographie
De 1965 à 1970, la population de Bollmora passe de 9 414 à 18 548 habitants, ce qui la fait presque doubler en l'espace de cinq ans.
Elle a ensuite continué à croître avec la zone urbaine de Stockholm[à vérifier].
En 2016, Bollmora a 16 566 habitants.

## Galerie

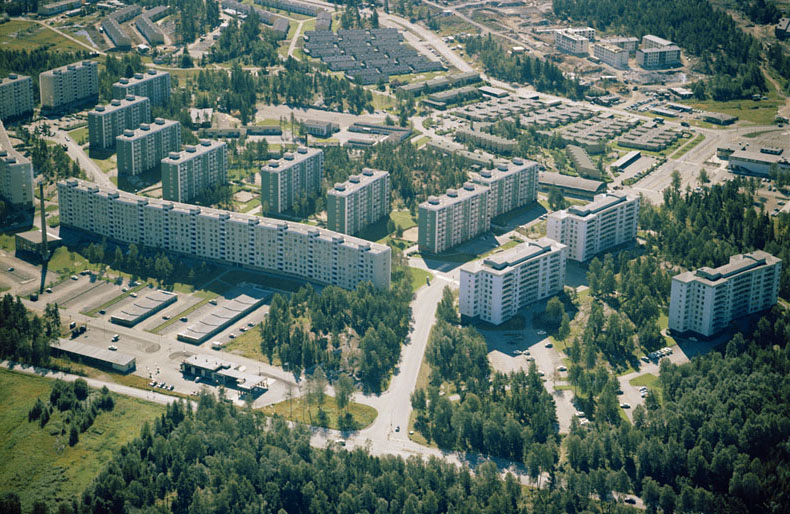
Vue aérienne d'une partie de la ville nouvelle en 1966.
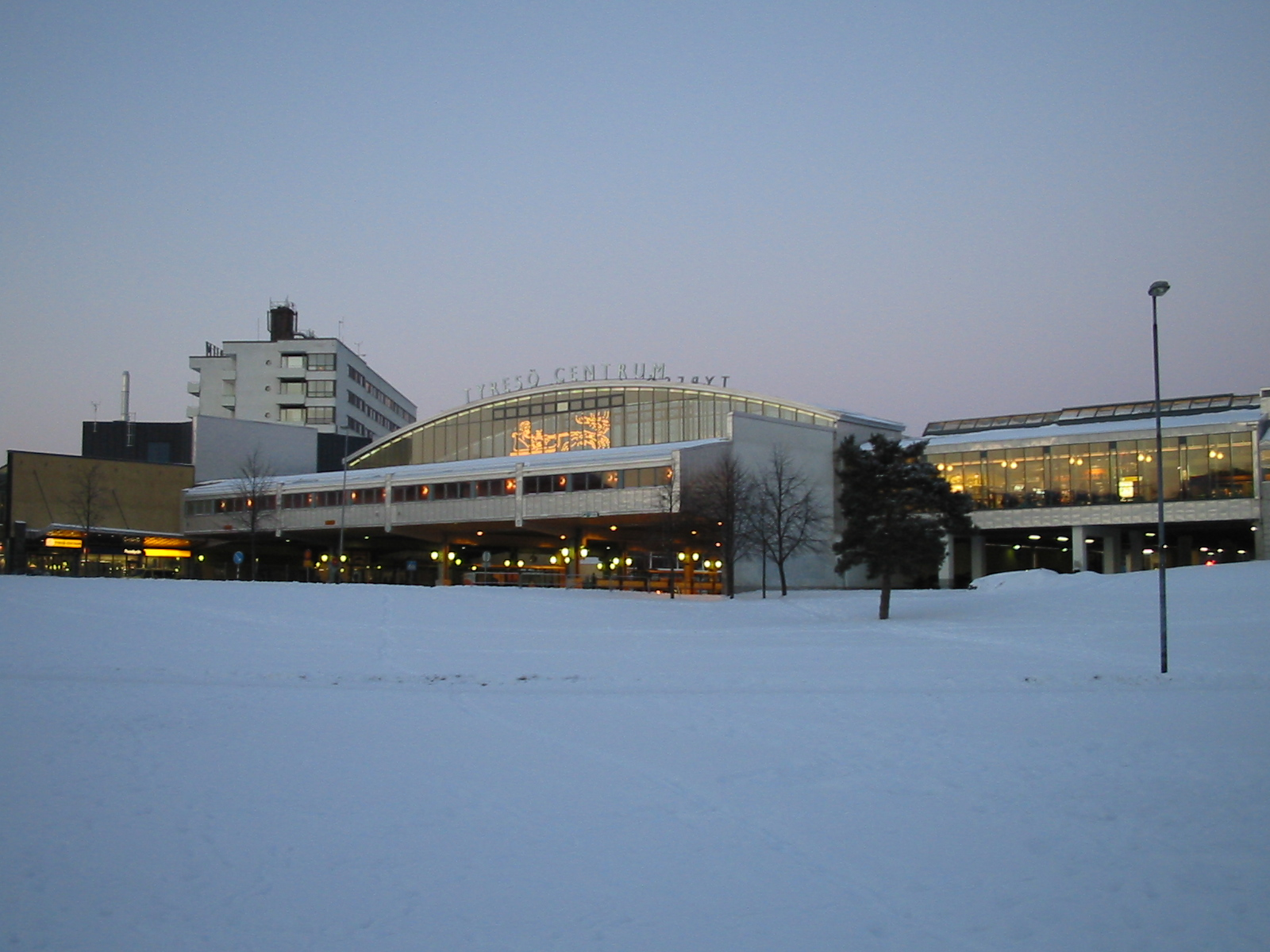
Tyresö Centrum.
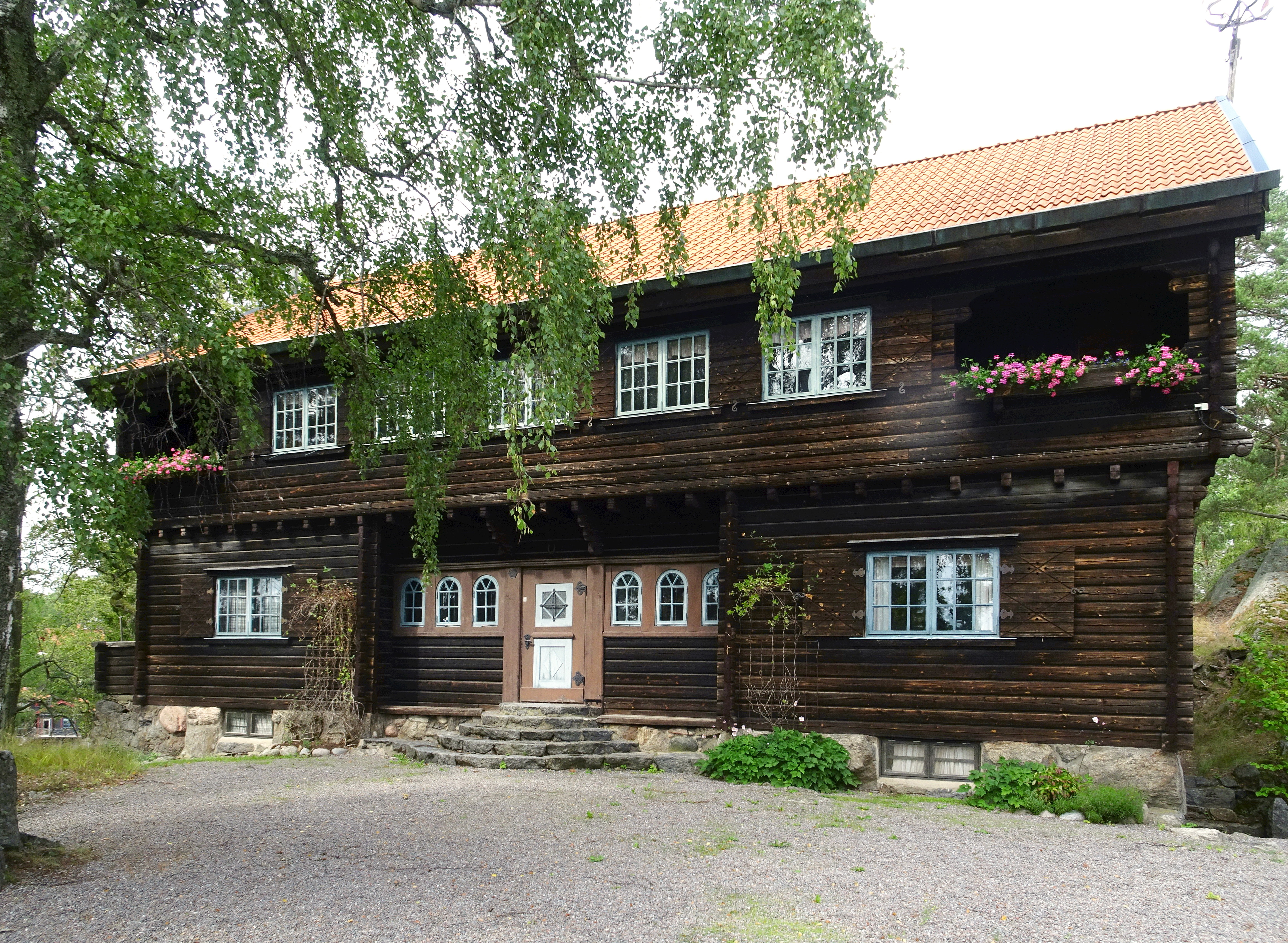
Chalet de la Föreningen Kulturella folkdansgillet, classé byggnadsminne.
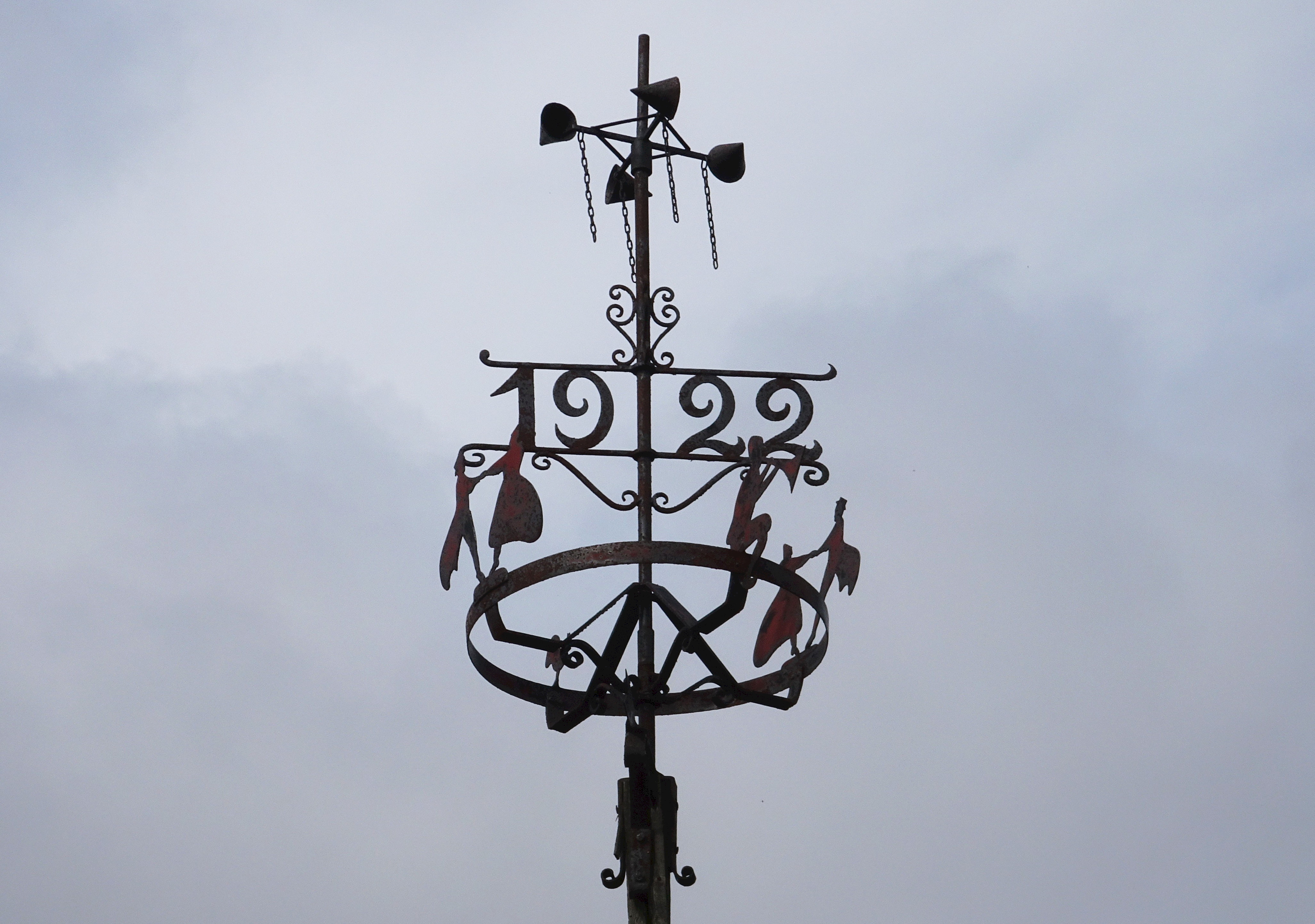
La girouette du chalet avec la date 1922.
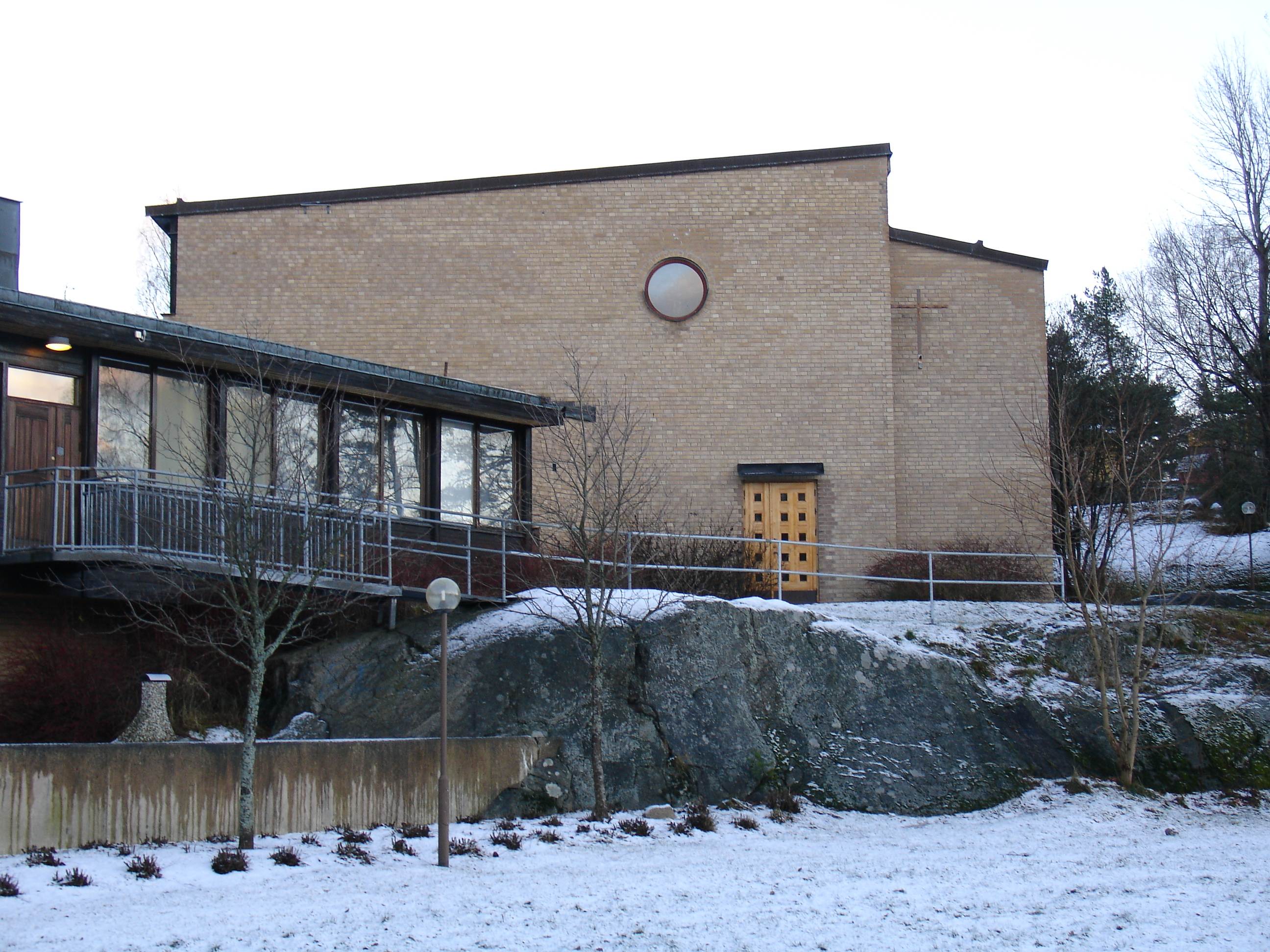
L'église et la salle paroissiale.